# Babadag (Rumänien)
Babadag (Ausspracheⓘ, türkisch Babadağ) ist eine Kleinstadt im Kreis Tulcea in der Region Dobrudscha in Rumänien.

## Lage
Babadag liegt unweit des Schwarzen Meeres zwischen der Lagune Lacul Babadag im Nordosten und dem Hügelland Podișul Babadagului im Südwesten. Die Kreishauptstadt Tulcea befindet sich etwa 35 km nördlich.

## Geschichte
Die ältesten archäologischen Funde stammen aus dem 11.–9. Jh. v. Chr. und stammen aus der Zeit der Babadag-Kultur, die in wirtschaftlichem Kontakt mit der Coslageni-Kultur im heutigen Rumänien und der Sabatinovka-Kultur in der heutigen Ukraine steht. Das Formenspektrum wird durch Buckelkeramik und Barbarische Keramik bestimmt. Beide Formen sind u. a. auch in Thrakien, Troja und Phrygien zu finden, wobei die handgemachte barbarische Keramik aus dem östlich liegendem Schwarzmeerraum (Olbia, Krim) kommt; die Buckelkeramik aus Thrakien und Mazedonien überwog etwas, deutet aber insgesamt auf eine Brücke zwischen diesen Kulturkreisen. Diese bildet den thrakisch-dakisch-kimmrischen Kulturhorizont. Insbesondere Rinder, Ziegen und bis zu Schweine wurden in großer Zahl als Fleischlieferanten gehalten.
Ab der zweiten Hälfte des 9. bis 7. Jahrhundert v. Chr. wurden Formen der Hallstatt-Kultur modern, was den Anbruch des Eisenzeitalters markiert und auf stärkere Kontakte mit westlichen Nachbarn vermutlich über die Donau schließen lassen. Anschließend bildete sich zwischen dem 7. bis 3. Jh. v. Chr. ein intensiver Kontakt mit Griechen heraus, die das Schwarze Meer befuhren. Hier ist der Abzug der Kimmerer sowie der Aufstieg der Daker, Athens und der Makedonen zu erwähnen, die diese Region beeinflussten und um die Kontrolle der Dardanellen stritten, was sich im Fundgut niederschlägt. Babadag und die Dobrudscha können daher schon früh als multikulturelle Brücke zwischen dem Schwarzen Meer und dem Balkan betrachtet werden.
Zur Zeit des Römischen Reiches wurde im Jahr 178 eine Siedlung mit dem Namen Vicus Novus erwähnt. Diese Bezeichnung taucht urkundlich letztmals 587 auf. Danach gibt es für mehr als 600 Jahre keine schriftlichen Zeugnisse über die Ortschaft. Die Region gehörte in dieser Zeit zum Byzantinischen Reich, zum Ersten und zum Zweiten Bulgarischen Reich sowie zum Despotat Dobrudscha, das sich in zunehmender Abhängigkeit vom Osmanischen Reich befand. Ab 1262 siedelten sich unter Führung des Derwischs Baba Sari Saltik in größerer Anzahl Türken im Norden der Dobrudscha an. Vermutlich in diesem Zusammenhang wurde Babadag 1263 erstmals erwähnt. Der Name Babadağ (etwa „Berg des Baba“) geht möglicherweise auf Baba Sari Saltik zurück, wobei Baba ein Ehrentitel unter Derwischen ist. Zu Beginn des 15. Jahrhunderts wurde die Dobrudscha endgültig in das Osmanische Reich eingegliedert. Babadag entwickelte sich zu einem wichtigen Handelszentrum. Nach einem Besuch des Sultans Bayezid II. wurde ein Mausoleum für Baba Sari Saltik errichtet und 1488 eingeweiht. Dieses Mausoleum wurde ein bedeutender Wallfahrtsort. In der Folge litt die Stadt – die zwischenzeitlich stark befestigt wurde – durch Kriege der Türken mit walachischen Fürsten und mit Russland. 1878 – nach dem Russisch-Osmanischen Krieg – kam Babadag zu Rumänien. Während des Ersten Weltkrieges war die Stadt 1916–1918 von bulgarischen Truppen besetzt. Babadag besitzt einen Militärflugplatz, der seit 2005 auch als Stützpunkt der US-Armee genutzt wird.
Die wichtigsten Wirtschaftszweige von Babadag sind die Landwirtschaft, der Fischfang und der Tourismus.

## Bevölkerung
Bei der Volkszählung 2002 lebten in Babadag 10.037 Personen. 8466 bezeichneten sich als Rumänen, 1289 als Türken, 168 als Roma, 48 als Russen oder  Lipowaner, 26 als Griechen und 10 als Ukrainer.

## Verkehr
Babadag liegt an der Bahnstrecke von Medgidia nach Tulcea. Hier verkehrten jedoch derzeit (2009) nur ca. drei Personenzüge pro Tag und Richtung. Es bestehen regelmäßige Busverbindungen nach Tulcea und Bukarest. Durch die Stadt führt die Europastraße 87.

## Sehenswürdigkeiten

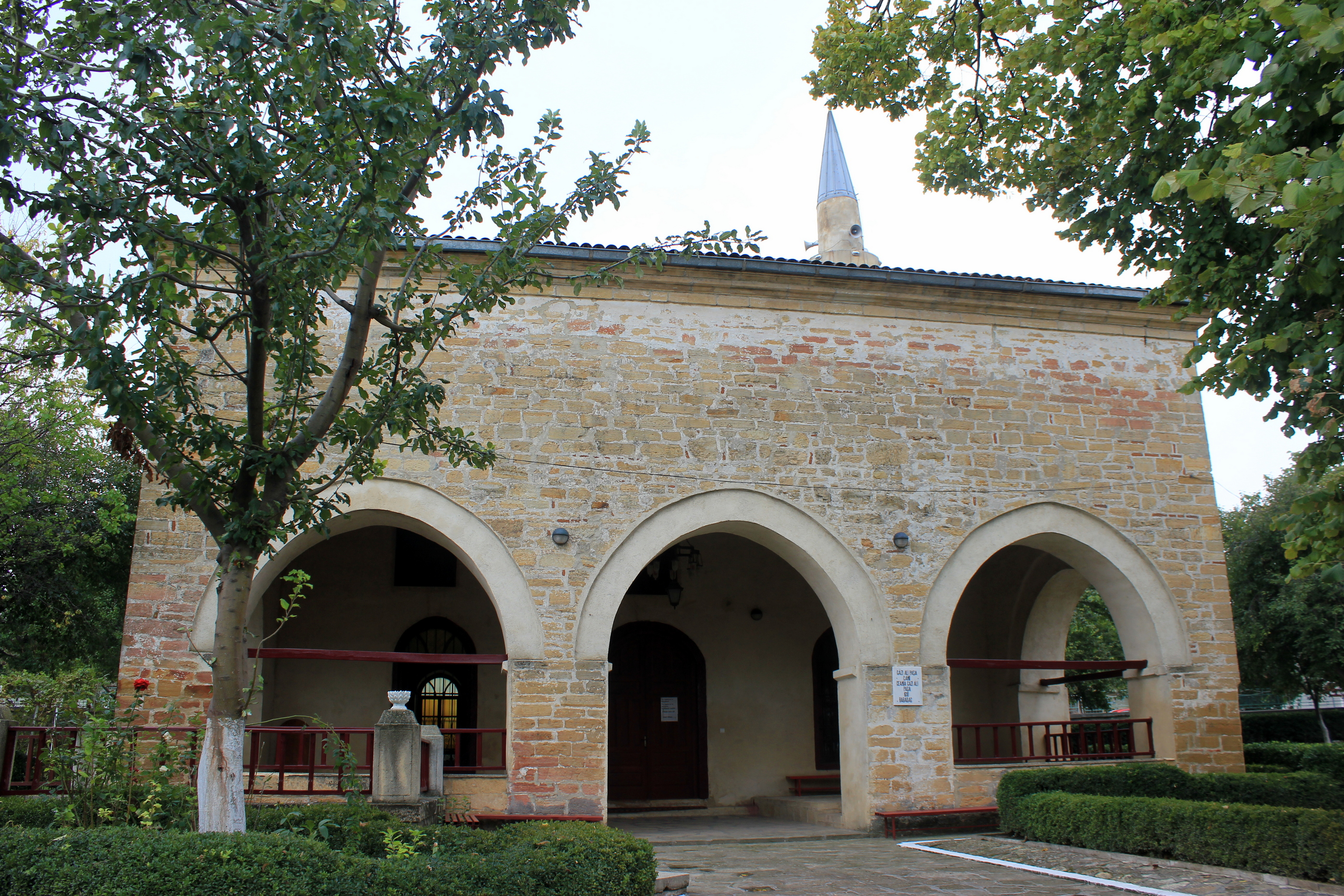
Sazi-Ali-Pascha-Moschee im Stadtzentrum

- Lagune Lacul Babadag
- Mausoleum für Baba Sari Saltik
- Moschee Sazi Ali Pascha
- Ausstellung orientalischer Kunst

## Söhne und Töchter der Stadt
- Kemal Karpat (1925–2019), türkischer Historiker
- Laurențiu Iorga (* 1988), Fußballspieler

## Sonstiges
Der polnische Schriftsteller Andrzej Stasiuk gab seinen südosteuropäischen Reiseskizzen den Titel Jadąc do Babadag (deutsch „Unterwegs nach Babadag“); die Stadt wird in dem Werk aber nur in einem kurzen Abschnitt thematisiert. Markus Krischer veröffentlichte 2014 das Buch Der Mann aus Babadag, in dem er von einem Janitscharen aus Babadag berichtet, der mit dem Heer des Sultans gegen Wien zog und schließlich 1683 nach München verschleppt wurde, dort als christlicher Maultierknecht und Sänftenträger Anton Achmet für den bayerischen Kurfürsten Maximilian II. Emanuel arbeitete und diesen bis ins Pariser Exil begleitete.